# Роберт Гіббс (актор)
Роберт Патон Гіббс (англ. Robert Paton Gibbs; 1860 — 22 лютого 1941) — американський актор театру та кіно.
Народився в 1860 році в Скрентоні, штат Пенсильванія, США. Відомий своїми ролями у фільмах «Робінзон Крузо» (1916), «У стилі Чартана» (1913) та «Джунглі» (1914).
Помер 22 лютого 1941 року в Стейтен-Айленді, Нью-Йорк, США.

## Вибрана фільмографія
- 1917 — Падіння Романових / The Fall of the Romanoffs) — барон Фредерік
- 1919 — Людина, яка залишилася вдома / The Man Who Stayed at Hom — суддя Престон
- 1921 — Пристрасна квітка / Passion Flower